# Aram (postać biblijna)

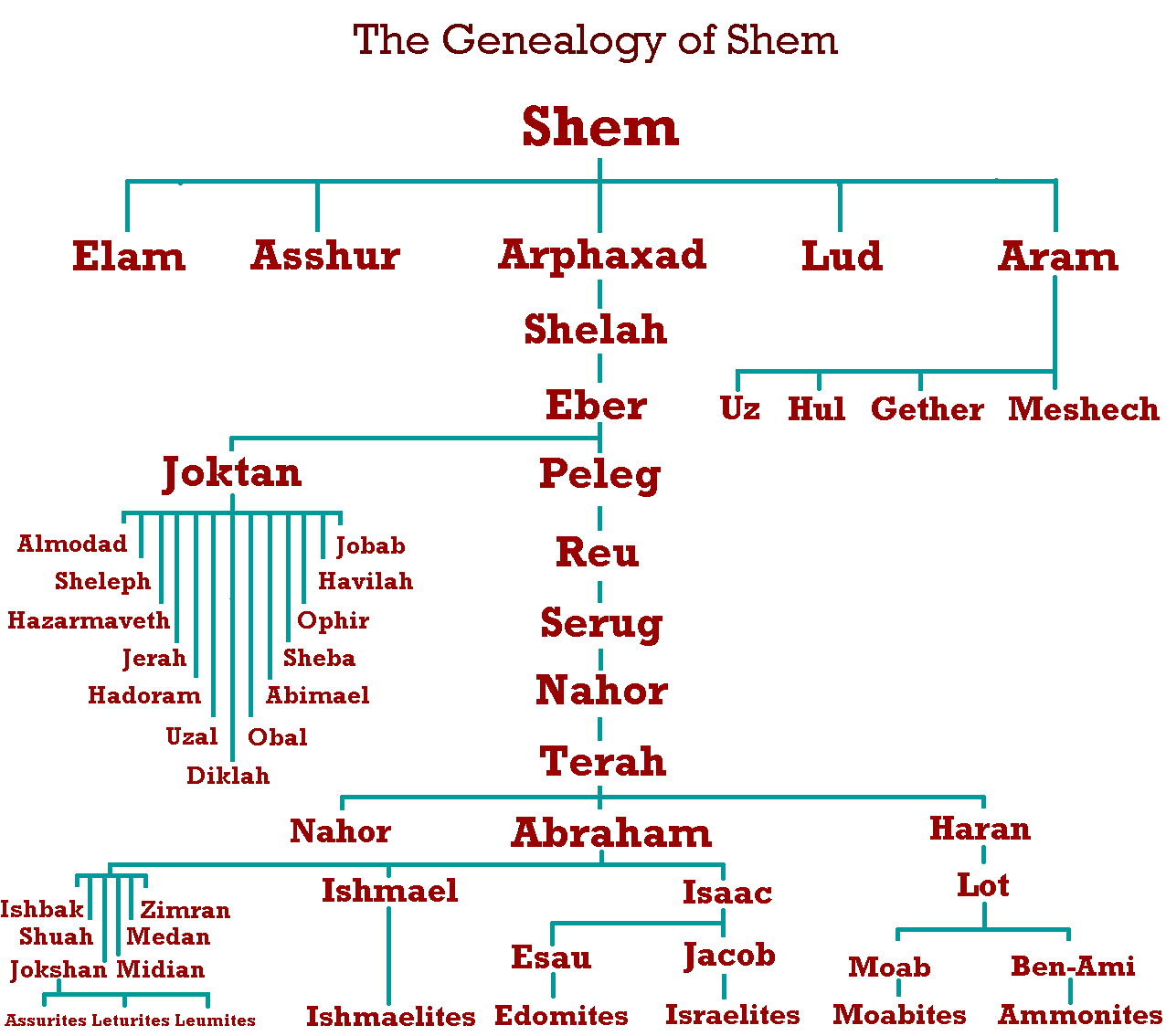
Drzewo genealogiczne Sema, ojca Arama.

Aram (hebr. אֲרָם) – według Biblii syn Sema (a wnuk Noego), ojciec Husa, Hula, Getera i Mesecha.
Postać ta występuje w rozdziale 10 Księgi Rodzaju (Rdz 10,23): „Synowie Arama: Us, Chul, Geter i Masz”. Protoplasta Aramejczyków.